# Machine de Chicago
Le Machine de Chicago (Chicago Machine en anglais) était une équipe professionnelle de crosse, basée à Bridgeview dans l'État de l'Illinois. De la saison 2006 à 2010, l'équipe évolue dans la Major League Lacrosse et évoluait dans la Conférence Ouest (Western Conference). A l'issue de la saison 2010, la franchise déménage et devient les Rattlers de Rochester. Les joueurs y ont été transférés.
L'équipe a joué au Toyota Park de 2007 à 2009. Chicago a disputé tous ses matchs «à domicile» dans divers stades à travers le pays en 2010. 

## Histoire
L'établissement d'une franchise de Major League Lacrosse à Chicago a été annoncé le 21 août 2005. Avec la création de nouvelles équipes d'extension représentant Los Angeles, San Francisco, et Denver, le Machine de Chicago est devenu une partie de la Conférence Ouest MLL en 2006. L'équipe a joué ses matchs à domicile en 2006 au Sports Complex at Benedictine University (3 000 places) à Lisle, Illinois.
Le Machine a fini la saison 2006 le 12 août. Il est devenu la première équipe de MLL à faire toute une saison sans victoire. L'équipe a été créée pour l'extension et l'amélioration de la crosse dans le Midwest avec des camps d'entraînement pour élever le niveau du jeu.
En décembre 2006, l'équipe a annoncé que son terrain de jeu pour la saison 2007 serait le Toyota Park à Bridgeview, près de Chicago. 
De 2006 à 2008, la franchise était dans la Conférence Ouest. Avec la contraction MLL pour la saison 2009 de 10 à 6 équipes (en raison de l'état de l'économie américaine), il n'y aura qu'une seule conférence.
Après avoir perdu leur match d'ouverture, le Machine de Chicago a gagné son premier match de l'histoire le 2 juin contre Denver, l'équipe avait perdu 13 matchs consécutifs depuis sa création, c'est le record de la ligue (y compris les 12 matchs en 2006).
John Meister premier signé avec le Machine en mars 2006, il a aidé à lancer l'équipe, et a été président de 2006 à 2009. Il a quitté l'équipe en septembre 2009 afin de poursuivre d'autres opportunités. Par la suite, Kevin Finneran a été congédié du Machine après la saison inaugurale John Meister a pris le rôle de directeur général ainsi que président de la franchise.
John Algie a repris en tant que président pour la saison 2010. En 2010, l'équipe a choisi de ne jouer aucun match dans la zone métropolitaine de Chicago et a plutôt choisi de participer en tant qu'équipe itinérante dont les matchs à domicile étant prévue dans différents marchés potentiels d'expansion de la MLL. Le 23 novembre 2010, « Inside Lacrosse.com » rapporte que la franchise déménagera à Rochester et recevra l'héritage des défunts Rattlers de Rochester. L'équipe jouera à Marina Auto Stadium. Le Rattlers jouaient dans ce stade pendant leur passage à Rochester avant de déménager à Toronto, en Ontario. Une équipe d'expansion à Columbus fera revivre le surnom de Chicago pour la saison 2012 sous le nom du Machine de l'Ohio. La nouvelle franchise aura les mêmes uniformes bleu clair et noirs et va mener son histoire.

### Les logos

Logo 2006 à 2007
Logo 2007 à 2008
Logo 2009

## Entraîneurs
- Kevin Finneran, 2006
- Lelan Rogers, 2007
- John Combs, (2008–2009)
- B.J. O'Hara, (2010)